# Epidendrum micranthoides ined
Epidendrum micranthoides là một loài thực vật có hoa trong họ Lan. Loài này được Dodson mô tả khoa học đầu tiên.